# Haidomyrmex
Haidomyrmex is een uitgestorven geslacht van vliesvleugelige insecten binnen de mieren. Op basis van gevonden werksters in barnsteen uit Myanmar zijn drie verschillende soorten beschreven, namelijk H. cerberus, H. scimitarus en H. zigrasi. Deze mieren leefden ongeveer 99 miljoen jaar geleden, tijdens het Krijt.